# Oksana Zabuzjko
Oksana Stefanivna Zabuzjko (ukrainska: Оксана Стефанівна Забужко), född den 19 september 1960 i Lutsk i Ukrainska SSR i Sovjetunionen, är en ukrainsk författare, journalist, poet, essäist och filosof. Hennes böcker är översatta till 17 språk, och hon har mottagit flera priser för sitt författarskap.

## Biografi
Oksana Zabuzjko föddes i Lutsk i nordvästra Ukraina, i dåvarande Sovjetunionen. Hennes far var lärare, litteraturkritiker och översättare. Familjen var dissidenter och tvingades 1965 att lämna staden.
Från 1968 var de bosatta i Kiev, där Oksana Zabuzjko bedrev sina studier. Hon disputerade 1987 i estetik vid Kievs universitet. Hon har undervisat i ukrainsk litteratur vid flera amerikanska universitet, inklusive Harvard. Hon är vice ordförande i ukrainska PEN. På den internationella kvinnodagen 8 mars 2022 höll Oksana Zabuzjko ett tal inför Europaparlamentet där hon tackade de ukrainska kvinnorna för deras mod och styrka under det pågående ryska angreppet. Hon kritiserade samtidigt EU och USA för att många liv gått till spillo genom deras bristande reaktion på invasionen av Krim. I en debattartikel i Dagens Nyheter månaden efter menade hon att de ryska klassiska författarna rättfärdigar ondskan, ömkar den kriminelle och har förfört väst till att betrakta Ukraina "genom ryska glasögon".

## Författarskap
Oksana Zabuzjko publicerade sin första diktsamling 1985 och har sedan har gett ut lyrik, essäer, novellsamlingar och romaner. I svensk översättning finns romanen Fältstudier i ukrainskt sex och essän Den längsta av resor, samt bidrag i samlingsvolymerna Det okända Ukraina och Under Ukrainas öppna himmel.
Zabuzjko har blivit uppmärksammad i hemlandet, såväl som internationellt, för sin bok Fältstudier i ukrainskt sex. Berättarjaget är en kvinnlig ukrainsk gästprofessor vid ett amerikanskt universitet, och romanen tar avstamp i en monolog där skildringen av en våldsam och destruktiv relation med en ukrainsk konstnär är central. Handlingen kan läsas som en metafor för Rysslands förtryck av författarens hemland. Skildringen av det kvinnliga begäret, beskrivningen av sexualakten, våldet och det manliga tillkortakommandet i densamma väckte uppmärksamhet vid publiceringen, och boken ledde till en litterär skandal. I början var romanens belysning av kvinnofrågor i fokus, medan intresset under senare år riktats mot den nationella självbild som romanen speglar. Efter publiceringen i hemlandet har flera kvinnliga författare gjort sina röster hörda, och de omtalas ofta som "Zabuzjkos döttrar". Romanen räknas numera som "en feministisk bibel" och är översatt till 17 språk.
Den längsta av resor är en essäistisk skildring av författarens personliga upplevelse av Rysslands invasion av Ukraina 22 februari 2022, utvidgad till en historisk genomgång av relationen mellan länderna under flera sekel. Den skrevs på uppdrag av hennes litterära agent och riktar sig till en västerländsk läsekrets; hon kallar den "en monolog riktad till det kollektiva väst". Zabuzjko menar att Västeuropa har fallit offer för Rysslands manipulativa beskrivning av Ukrainas historia men pekar också på många decenniers bristande intresse för Ukraina och dess kultur som ett självständigt land. Som exempel anger hon att tre gånger under tjugo år har västländerna "upptäckt" Ukraina: 2004 efter den orangea revolutionen, 2014 efter Euromajdan och vid invasionen 24 februari 2022.  Hon hänvisar också till en avhoppad agent som har beskrivit den ryska säkerhetstjänstens mångåriga trestegsstrategi för att få en befolkning att acceptera ett ryskt maktövertagande. Det första stadiet är en demoraliseringsfas som pågår minst 15–20 år och innebär en påverkan på samhället via utbildningssystemet, medierna och kyrkan. I Ukrainas fall har det rört sig om en smygande "förryskning". Under en destabiliseringsfas, som också kan pågå ett antal år, infiltrerar man och rubbar finanssystemet, försvaret, rättssystemet, polisen med mera. Därefter skapar man en kris i form av en militär konflikt, kaos utbryter och makten kan överföras till en marionettregim. Hon menar att väst har haft en naiv tilltro till Rysslands president Putin och möjligheten att genom avtal skapa en fredlig lösning på "konflikten". Hon påtalar det felaktiga i att använda denna beteckning som en förskönande beskrivning av en krigshandling som syftar till att få Ukraina att underkasta sig ett ryskt styre.